# クリストファー・ボウマン
クリストファー・ボウマン（Christopher Bowman、1967年3月30日 - 2008年1月10日）は、アメリカ合衆国カリフォルニア州ハリウッド出身の男性フィギュアスケート選手。1988年カルガリーオリンピック、1992年アルベールビルオリンピック男子シングルアメリカ代表。

## 経歴
- カリフォルニア州のハリウッドに生まれた。幼少時には子役として活躍し、日本でも放映されたものとしては、12歳だった1979年にアメリカNBC製作の「大草原の小さな家」に出演した経歴を持つ。
- 1982-1983年シーズン、世界ジュニア選手権で優勝。1986-1987年シーズンの全米選手権で2位となった。1988年カルガリーオリンピックに出場し7位。
- 1988-1989年シーズンの全米選手権で初優勝を飾り、世界選手権では2位となり文字通りアメリカを代表する選手となった。
- 1991-1992年シーズン、全米選手権で2回目の優勝を果たす。1992年アルベールビルオリンピックではメダルをあと一歩届かず4位に終わった。同シーズンをもって現役引退。
- ”Bowman the Showman”と称えられた華やかな演技で人気を博したが、その一方で現役時代より薬物問題を抱え、薬物を絶てなかったことが競技引退後の生活、人間関係に悪影響を及ぼしていた。2008年1月10日、ロサンゼルスのモーテルで薬物の過剰摂取により死亡しているのを発見された。40歳没。

## 主な戦績
| 大会/年       | 1982-83 | 1983-84 | 1984-85 | 1985-86 | 1986-87 | 1987-88 | 1988-89 | 1989-90 | 1990-91 | 1991-92 |
| ------------- | ------- | ------- | ------- | ------- | ------- | ------- | ------- | ------- | ------- | ------- |
| オリンピック  |         |         |         |         |         | 7       |         |         |         | 4       |
| 世界選手権    |         |         |         |         | 7       | 5       | 2       | 3       | 5       | 4       |
| 全米選手権    |         | 9       |         |         | 2       | 3       | 1       |         | 2       | 1       |
| NHK杯         |         |         |         |         |         | 1       |         |         |         |         |
| 世界Jr.選手権 | 1       |         |         |         |         |         |         |         |         |         |